# Toen de nazi's de communisten arresteerden

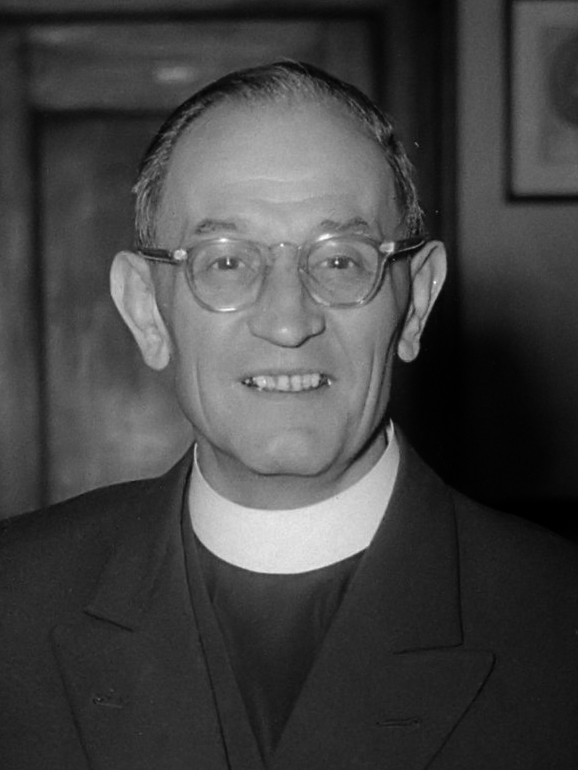
Martin Niemöller (1952)

Toen de nazi's de communisten arresteerden is een uitspraak van de predikant Martin Niemöller (1892–1984) over de gelatenheid van de Duitse intellectuelen tijdens de opkomst van de nazi's en de stapsgewijze eliminatie van groep na groep van geselecteerde doelwitten. De tekst geeft Niemöllers visie weer waarom de nazi's gaandeweg zoveel macht verwierven (verwoord in een preek of voordracht ten overstaan van vertegenwoordigers van de Belijdende kerk in Frankfurt op 6 januari 1946).

## Tekst
Duitse tekst
Als die Nazis die Kommunisten holten, habe ich geschwiegen;
ich war ja kein Kommunist.
Als sie die Sozialdemokraten einsperrten, habe ich geschwiegen;
ich war ja kein Sozialdemokrat.
Als sie die Gewerkschafter holten, habe ich nicht protestiert;
ich war ja kein Gewerkschafter.
Als sie die Juden holten, habe ich nicht protestiert;
ich war ja kein Jude.
Als sie mich holten,
gab es keinen mehr, der protestieren konnte.
Nederlandse vertaling
Toen de nazi's de communisten arresteerden, heb ik gezwegen;
ik was immers geen communist.
Toen ze de sociaaldemocraten gevangenzetten, heb ik gezwegen;
ik was immers geen sociaaldemocraat.
Toen ze de vakbondsleden kwamen halen, heb ik niet geprotesteerd;
ik was immers geen vakbondslid.
Toen ze de Joden opsloten, heb ik niet geprotesteerd;
ik was immers geen Jood.
Toen ze mij kwamen halen
was er niemand meer, die nog protesteren kon.

## Geschiedenis
Martin Niemöller was een Duits predikant en theoloog geboren te Lippstadt, Duitsland, in 1892. Niemöller was anti-communistisch en steunde Hitler bij zijn greep naar de macht. Toen Hitler de nadruk legde op het idee van staat boven religie raakte Niemöller gedesillusioneerd. Hij werd leider van een groep Duitse geestelijken die zich verzetten tegen Hitler. In 1937 werd hij gearresteerd en kwam uiteindelijk in de concentratiekampen Sachsenhausen en Dachau terecht. Niemöller werd in 1945 bevrijd door de Geallieerden. Hij bleef ook na de oorlog geestelijke.
In 2019 publiceerde Benjamin Ziemann een nieuwe kijk op dit gedicht en de wijze waarop Niemöller moet worden gezien in zijn rol als verzetsman. 

## De tekst
De oorsprong van het gedicht was onzeker toen het in 1955 voor het eerst gepubliceerd werd in een boek van Milton Mayer, They Thought They Were Free, gebaseerd op interviews die hij jaren eerder voerde in Duitsland. Het citaat raakte wijd verspreid onder sociale activisten in de Verenigde Staten eind jaren 60. Onderzoek traceerde het gedicht als afkomstig uit een toespraak van Niemöller uit 1946.